# Аришина, Наталья Сергеевна
Ната́лья Серге́евна Ари́шина (15 марта 1943, Баку — 15 декабря 2022, Москва) — российская поэтесса.

## Биография
Дочь флотского врача. Окончила Литературный институт (1972). Член Союза писателей СССР с 1987 года.
Печатала стихи в журналах «Арион», «Дальний Восток», «Дружба народов», «Зарубежные записки», «Истина и жизнь», «Литературная Грузия», «Москва», «Мы», «Новый мир», «Огонёк», «Работница», «Этажи», в альманахах «Предлог», «Рубеж». Публиковала также переводы из поэзии народов СССР (латышской, грузинской и др.). Участница нескольких антологий современной поэзии. Лауреат премии журнала «Дружба народов» за мемуарную повесть «Воспоминанья зарифмую» (2019/9).
Говоря о поэтике Аришиной, Татьяна Бек отмечает:
В стихах Натальи Аришиной <…> всегда было вдоволь воздуха и пространства. Ветер, колыханье туч, громы существуют в этой лирике как параллели к человеческой жизни, вдруг пересекающиеся в сетчатке художницы. Да, именно художницы, ибо и впрямь — смело назвать бабочку «пространства резвая щепоть» может только стихоживописец, к когорте коих принадлежит Аришина.
Рецензент журнала «Дружба народов» Даниил Чкония выделяет другие черты поэтики Аришиной:
Каково же главное свойство аришинской поэзии? Это странное, нечасто встречаемое сочетание открытости и недоговоренности. Это не есенинское «нараспашку», но и не ахматовская поздняя склонность к переусложненному шифру (правда, вызванная, может быть, в том числе и подцензурностью). Аришиной движет лаконизм, нежелание перебалтывать. Она говорит с читателем на равных.
Юрий Ряшенцев пишет в журнале «Дружба народов» (2023 № 3):
Всё в стихах Натальи Аришиной устремлено к неприкрашенной, но к прекрасной правде. Никакого украшательства.
Она зачастую лишает себя такой роскошной помощницы как рифма. Много белых стихов, а иногда и просто верлибра. Хотя этот просто верлибр — разумный верлибр, и его создание — дело более трудное, чем рифмованные стихи.
Вообще Наталья Аришина очень свободна в обращении со стихотворной ритмикой. В её арсенале есть даже такие экзотические для русской поэзии формы как лимерик — «Народ маракайя».

Есть славный народ маракайя

не знает он кто я такая

он в Андах живёт

а мой бы прилёт

воспринял от счастья сияя

Уж если совсем затоскую —

об этом стишок смаракую

лишь несколько строчек

без скобок без точек

и съем на десерт маракуйю

Когда я читал прозу Натальи Аришиной, то ловил себя на чувстве досады: почему этот великолепный камчатский пейзаж не оказался в стихах? Цеховая ревность… Впрочем, и в стихах пейзаж у Наташи точен, лишён красивостей и вызывает доверие, как и всё, ею написанное.
А сколько бы ещё она могла написать…
Жена поэта Ильи Фаликова.